# Hellinsia sulphureodactylus
Hellinsia sulphureodactylus là một loài bướm đêm trong họ Pterophoridae. Loài bướm đêm này được tìm thấy ở Bắc Mỹ. Con trưởng thành có sải cánh dài 25 mm. Đầu màu đất son. Cánh sau hơi trắng, có lốm đốm màu xám tro. Các rìa đồng nhất màu. Con trưởng thành bay vào tháng trong năm. Ấu trùng ăn các loài thực vật Helianthus pumilus.